# 大川平
大川平（おおかわだい）は、青森県東津軽郡今別町にある大字。郵便番号は030-1505。

## 概要
2015年時点で人口が約600人、そのうち3人に2人以上が高齢者（65歳以上）と高齢化が進んでいる。
大川平地区は農・林業集落であり、特産品として、いまべつ牛、一球入魂かぼちゃが著名である。
また、荒馬（あらま）と呼ばれる伝統芸能が盛んであり、毎年8月には荒馬まつりが行われる。
近年では、大学生などが中心となって地域おこしに取り組んでおり、大川平集落の活性化と大川平集落への移住を推進している。

## 地理
町の中央部に位置し、北は山崎や鍋田と、南と東は外ヶ浜町と、西は今別と接する。
また、域内は山地と森林に覆われている箇所が多く、平地は少ない。
大きく分けて、大川平駅を中心とする大川平集落と奥津軽いまべつ駅および津軽二股駅を中心とする二股集落という二つの集落に分かれており、いずれも青森県道14号今別蟹田線にそって栄えている。

### 河川
- 今別川
- 上股川
- 安兵衛川

### 小字
大川平は以下のような小字を擁する。
- 上股
- 馬流（うまながれ）[7]
- 大開沢
- 清川
- 熊沢
- 佐六助
- 関口
- 槌菱（つちびし）[8]
- 深沢
- 二股
- 村元
- 母沢（もさわ）[9]
- 安兵衛川
- 由四良川（ゆしらがわ）[10]
- 与次郎沢

## 施設
- 道の駅いまべつ
- 大川平簡易郵便局：2021年現在では閉鎖中。
- 荒馬の里資料館
- 大開城址
- 東北電力ネットワーク今別変換所

## 交通

### 鉄道
- 奥津軽いまべつ駅（JR北海道新幹線）
- 大川平駅（JR津軽線）
- 津軽二股駅（JR津軽線）

### 道路
- 青森県道14号今別蟹田線
- 青森県道287号奥津軽いまべつ停車場線

### バス
- 今別町巡回バス[11]

## 学区
公立なのであれば、今別町立今別小学校および今別町立今別中学校に進学する。

## 伝統芸能「荒馬」
荒馬（あらま）とは男性が衣装をまとい、馬役を演じ、女性がその馬の手綱を握る手綱取り役を演じ、男女がペアになって踊る。

### 大川平荒馬
大川平集落では大川平荒馬（おおかわだいあらま）と呼ばれる伝統芸能が盛んであり、毎年8月には荒馬まつりが行われる。田植えが終わり、田の神が天に昇るとき、神送りの行事として伝わってきた行事で、大川平荒馬保存会が紹介する大川平荒馬の由来は古く、天正13年頃に津軽為信が津軽地方を統一し、藩の経済を保つため、農作物の増収を図り、農民たちに重宝されていた馬と農耕を結びつけて、馬の姿を表して踊り継がれてきたのが大川平荒馬であるとされる

2003年4月14日に県指定の無形民俗文化財に登録された。

### 二股荒馬
大字大川平の二股地区では二股荒馬（ふたまたあらま）が盛んである。田植えが終わり、稲や野菜、家畜に虫がつかない様に祈る「虫送り」の行事のときに踊られたと江戸時代より伝承されている。

2000年代初頭、少子高齢化が進んでいた二股地区は担い手が不足し、運行ができない状態に陥っていたが、2016年の北海道新幹線一部開通により、二股集落内に奥津軽いまべつ駅が開業したことで、復活の機運が高まり、10年以上ぶりに復活を遂げ、現在でも時折、奥津軽いまべつ駅で演舞することがある。

大川平荒馬と同じく2003年4月14日に県指定の無形民俗文化財に登録された。